# Eugénie Grandet
Eugénie Grandet là một tiểu thuyết của Honoré de Balzac.

## Tóm tắt truyện
Tại thị trấn Saumur - một địa phương buồn tẻ của nước Pháp, lão Grandet là một tư sản nổi tiếng vì sự giàu có, sự khôn ngoan và đặc biệt vô cùng keo kiệt. Tuy nhiên điều này không thể ngăn trở việc có nhiều người trong vùng ngắp nghé tranh cưới Eugénie Grandet - cô con gái duy nhất có quyền thừa kế toàn bộ tài sản của lão. Eugénie là cô gái sinh trưởng trong gia đình giàu có lại xinh đẹp, nhưng nàng là một thiếu nữ có nhiều phẩm chất tốt đẹp. Cô vẫn quen sống cuộc đời đạm bạc, vì người cha keo kiệt và hám vàng luôn điều khiển và chi phối mọi chi tiêu sinh hoạt trong gia đình. Rồi cuộc sống êm đềm nhưng buồn tẻ của Eugénie bị xáo trộn bởi sự xuất hiện của "người em họ Paris" - Charles, là chị em họ với Eugénie. Cha của Charles đã tự tử vì bị phá sản, nên đã nhờ lão Grandet là bác của Charles chăm sóc đứa con trai của mình. Chính sự xuất hiện của một chàng thanh niên trẻ trung, đẹp trai, hào hoa, mang theo trong mình tất cả hương vị phóng khoáng và thanh lịch của Paris đã gây cho Eugénie một xúc động sâu xa, một sự thức tỉnh về nhu cầu đối với cái đẹp, cái lý tưởng và tình yêu... Họ yêu nhau một cách bồng bột nhưng chân thực, trao nhau lời ước hẹn và kỷ vật - cái hộp bằng được chạm khắc tinh xảo có ảnh chân dung mẹ của Charles. Lão Grandet trốn tránh trách nhiệm nuôi cháu nên đã tìm cách gửi Charles đi Ấn Độ làm ăn. Eugénie ở lại nâng niu kỷ niệm tình yêu và hết sức bảo vệ nó trước sự tham lam của người cha, vốn là một nô lệ của vàng và là người đã gây ra nhiều tấn bi kịch trong gia đình, dẫn đến cái chết của mẹ cô và số phận bi đát của cô.
Bảy năm trôi qua, cha mẹ Eugénie lần lượt qua đời, nên cô trở thành người thừa kế một tài sản đồ sộ, nhưng vẫn sống cô đơn với người đầy tớ trung thành là Nanon và chờ đợi Charles. Trên đường phiêu bạt giang hồ, mua bán đổi chác, Charles đã trở thành giàu có và tính toán...Hắn tưởng Eugénie chỉ là một cô gái tỉnh lẻ tầm thường qua cách sống của gia đình cô, Charles đã quên lời hẹn ước xưa và định kết hôn với một tiểu thư quý tộc, còn tiếng nhưng thiếu tiền mà anh ta thì đang thừa tiền nhưng chưa có địa vị...Charles lại trở về, gửi cho Eugénie một bức thư nói rõ dụng ý của mình và yêu cầu cô trả lại kỷ vật của anh ta năm xưa và đồng thời anh ta hoàn lại số tiền Eugénie đã đưa cho anh đi làm những năm trước với cả gốc lẫn lãi.
Eugénie đau khổ và hoàn toàn tuyệt vọng sau bảy năm chờ đợi. Cô đã nhận lời kết hôn trên danh nghĩa với chánh án De Bonfond và cô còn hào hiệp giúp đỡ Charles trả nợ cho cha để có đủ điều kiện gia nhập vào hàng ngũ quý tộc. Chánh án De Bonfond tham tiền đồng ý làm chồng hờ của Eugénie vì cái hôn ước đó có thỏa thuận là một trong hai người, người nào chết trước thì người còn lại sẽ hưởng gia tài...Nhưng sự đời vốn trớ trêu: ông chánh án đang trên con đường danh vọng đầy hứa hẹn thì ông đột ngột qua đời. Eugénie đã giàu nay lại càng giàu hơn và càng cô đơn trong số phận của "một người phụ nữ có đầy đủ thiên chức để làm vợ, làm mẹ, nhưng không bao giờ được hưởng hạnh phúc đó"... Eugénie đã dùng tất cả tài sản và quãng đời còn lại của mình để làm từ thiện giúp đỡ mọi người.